# موريس ويبر
موريس ويبر (1 يناير 1953 - 1 يناير 2000) هو لاعب كرة قدم فرنسي سابق كان يلعب كمدافع.